# Onciale 0218
- Papyrus
- Onciale
- Minuscules
- Lectionnaire

Le Codex 0218, portant le numéro de référence 0218 (Gregory-Aland), est un manuscrit du Nouveau Testament sur parchemin écrit en écriture grecque onciale.

## Description
Le codex se compose d'une folio. Il est écrit en deux colonnes, de 27 lignes par colonne. Les dimensions du manuscrit sont 18 x 16 cm,. Les paléographes datent ce manuscrit du Ve siècle.
C'est un manuscrit contenant le texte incomplet de la Évangile selon Jean (12,2-6.9-11.14-16).
Le texte du codex représenté type mixte. Kurt Aland le classe en Catégorie III. 
Lieu de conservation
Il est conservé à la Bibliothèque nationale autrichienne (Pap. G. 19892 B) à Vienne,.